# Внизу багато місця
«Внизу багато місця: запрошення увійти в нову галузь фізики» — лекція, яку прочитав фізик Річард Фейнман на щорічній зустрічі Американського фізичного товариства в Каліфорнійському технологічному інституті 29 грудня 1959. Фейнман розглядав можливість прямого маніпулювання окремими атомами як потужнішу форму синтетичної хімії, ніж використовувані тоді. Хоча версії доповіді передруковано в декількох популярних журналах, вони залишилися значною мірою непоміченими і не стали стимулом для розвитку концептуальних основ цієї галузі. Починаючи від 1980-х років, поборники нанотехнологій цитували її, щоб обґрунтувати наукову достовірність своїх робіт.

## Концепція
Фейнман розглянув деякі наслідки загальної можливості маніпулювати речовиною в атомному масштабі. Його особливо цікавили можливості створення щільніших комп'ютерних схем та мікроскопів, які могли б бачити речі набагато менші, ніж це можливо за допомогою сканувальних електронних мікроскопів. Пізніше ці ідеї реалізовано в сканувальному тунельному мікроскопі, атомно-силовому мікроскопі та інших прикладах систем сканувальної зондової мікроскопії та зберігання, таких як Millipede, створених дослідниками з IBM.
Фейнман також припустив, що в принципі можна створити нанорозмірні машини, які «упорядковують атоми так, як ми хочемо», і здійсненним є хімічний синтез за допомогою механічних маніпуляцій.
Він також представив ідею «ковтання лікаря» («swallowing the doctor»), яку він приписав в есе своєму другові та аспіранту Альберту Гіббсу. Ця концепція полягала у створенні крихітного хірургічного робота, призначеного для ковтання.
Як уявний експеримент він запропонував розробити набір маніпуляторів розміром як чверть руки, керованих руками оператора, для створення верстатів також меншого розміру, аналогічних тим, які можна знайти в будь-якому механічному цеху. Цей набір невеликих інструментів потім буде використовуватися невеликими руками для створення та роботи з десятьма наборами рук та інструментів масштабу однієї шістнадцятої і т. д., кульмінацією яких може стати мільярд крихітних фабрик для виконання масово-паралельних операцій. Він використав аналогію з пантографом як спосіб виготовлення малих предметів. Цю ідею частково передбачив, аж до мікромасштабу, письменник-фантаст Робертом А. Гайнлайн у оповіданні Волдо 1942 року.
У міру того, як розміри стають меншими, доводиться змінювати конструкцію інструментів, тому що відносна величина різних сил змінюється. Зменшується вплив гравітації, зростає роль сил Ван-дер-Ваальса, таких як поверхневий натяг. У виступі Фейнман згадав про ці проблеми масштабування. Ніхто ще не намагався здійснити цей уявний експеримент, проте деякі типи біологічних ферментів та ферментних комплексів (особливо рибосом) діють хімічно приблизно так, як це бачив Фейнман. Він також згадав у своїй лекції, що зрештою може бути краще використати скло чи пластик, оскільки їхня вища однорідність дозволить уникнути проблем у дуже малих масштабах (метали та інші кристалічні речовини розділені на домени, де переважає структура ґратки). Це може бути вагомою причиною для виготовлення машин та електроніки зі скла чи пластику. Нині є електронні компоненти, виготовлені з обох матеріалів. Є оптоволоконні кабелі, які посилюють світлові імпульси через рівні проміжки часу, використовуючи скло, леговане рідкісноземельним елементом ербієм. Леговане скло врізається у волокно і накачується лазером, який працює на іншій частоті. Існують польові транзистори виготовлені з політіофену (полімеру, який створила група Алана Гігера), який стає електричним провідником при окисненні. До 2016 за рухливістю електронів пластик відставав від кремнію всього в 20 разів.

## Проблеми
На зустрічі Фейнман завершив промову двома проблемами та запропонував премію в розмірі 1000 доларів першому, хто їх вирішить. Перше завдання полягало у створенні крихітного двигуна (нанодвигуна), який, на подив Фейнмана, до листопада 1960 виготовив, користуючись традиційними інструментами, випускник Калтеха Вільям Маклеллан. Двигун відповідав усім умовам Фейнмана, але не використовував передбачуваних нових технологій. Друга проблема полягала в можливості зробити літери настільки малими, щоб можна було надрукувати всю Британську енциклопедію на голівці шпильки, що відповідає лінійному масштабу 1:25000. 1985 року Том Ньюмен, аспірант Стенфорду, успішно зменшив у 25 000 разів перший абзац Повісті про двоє міст і отримав другу премію Фейнмана. Науковий керівник Ньюмена, Р. Фабіан Піз, був знайомий з лекцією Фейнмана, прочитавши її 1966 року; проте ініціатором участі у випробуванні став ще один аспірант, Кен Поласко, який прочитав її зовсім недавно. Ньюмен шукав довільний зразок тексту для демонстрації своєї технології. Вибір ліг на Повість про двоє міст, оскільки, за словами Ньюмена, «текст був ідеальним, тому що мав так багато різних форм».

## Реакція
Журнал The New Scientist писав, що «наукова аудиторія була зачарована». Фейнман «розкрутив цю ідею з голови» без «заздалегідь підготовлених тез», тому спочатку не було друкованого тексту лекції. «Далекоглядний шанувальник» приніс із собою магнітофон, і відредаговану стенограму, без жартів Фейнмана, підготували до публікації в Калтеху. У лютому 1960 року журнал Калтеху Engineering and Science опублікував цю промову. На додаток до витягів з The New Scientist надруковано версії в The Saturday Review та Popular Science. Незабаром газети оголосили про перемогу в першому конкурсі. Лекцію включено як останній розділ у книгу 1961 року Мініатюризація.

## Вплив
Ерік Дрекслер пізніше взяв концепцію Фейнмана про мільярд крихітних фабрик і додав у своїй книзі Машини творення: Прийдешня ера нанотехнології, що вони могли б виробляти копії самих себе за допомогою комп'ютерного керування, без контролю з боку людини-оператора.
Після смерті Фейнмана вчені, які вивчають історичний розвиток нанотехнологій, прийшли до висновку, що його роль каталізатора досліджень в галузі нанотехнологій не була гідно оцінена багатьма людьми, зайнятими в цій галузі, що зародилася в 1980-х — 1990-х роках. Кріс Тумі (Chris Toumey), фахівець із культурної антропології з Університету Південної Кароліни, відтворив історію публікації та перевидання промови Фейнмана, а також список цитувань лекції в науковій літературі.
У статті Тумі 2008 року Фейнманівські читання з нанотехнології (англ. Reading Feynman into Nanotechnology) він виявив 11 версій публікації «Багато місця», а також два приклади тісно пов'язаної промови Фейнмана Infinitesimal Machinery, яку сам Фейнман називав «Багато місця, повернення до теми» (англ. Plenty of Room, Revisited, опубліковано під назвою «Infinitesimal Machinery»). Також у посиланнях Тумі є відеозаписи цього другого виступу. Журнал Nature Nanotechnology 2009 року присвятив цій темі номер.
Тумі виявив, що промови Фейнмана мали незначний вплив протягом двадцяти років після першої публікації, якщо оцінювати вплив цитатами в науковій літературі, і ненабагато більше впливу протягом десятиліття після того, як 1981 року створили сканувальний тунельний мікроскоп. Інтерес до лекції в науковій літературі значно зріс на початку 1990-х років. Ймовірно, тому, що термін «нанотехнології» привернув увагу після того, як Дрекслер використав його в книзі 1986 року «Машини творення: Прийдешня ера нанотехнологія», в якій процитовано Фейнмана, і в супровідній статті під заголовком Нанотехнології, опублікований пізніше того ж року в науково-популярному журналі Omni. 1989 року з'явився журнал Нанотехнології; у квітні 1990 року в Nature оприлюднено знаменитий експеримент Ейглера — Швейцера, щодо точної маніпуляції атомами ксенону; у листопаді 1991 року Science присвятив нанотехнологіям спеціальний випуск.
Аналіз Тумі також включає коментарі вчених у галузі нанотехнологій, які стверджують, що лекція Фейнмана не вплинула на їхні ранні роботи, і більшість із них ознайомилися з лекцією пізніше.

Становище Фейнмана як нобелівського лауреата та важливої постаті в науці XX століття допомогло прихильникам нанотехнологій та забезпечило важливий інтелектуальний зв'язок із минулим. Зокрема, його авторитет та концепція атомарно-точного виготовлення зіграли роль у забезпеченні фінансування досліджень у галузі нанотехнологій, про що свідчить промова президента Клінтона в січні 2000 року, що закликає до створення федеральної програми:
Пропонований бюджет передбачає підтримку «Національної ініціативи з нанотехнологій» у розмірі $500 млн. Калтех не є новачком у галузі нанотехнологій, які дозволяють маніпулювати матерією на атомному та молекулярному рівнях. Понад 40 років тому співробітник Калтеха Річард Фейнман поставив питання «Що трапиться, якщо ми зможемо розташовувати атоми один за одним так, як нам це потрібно?»
Оригінальний текст (англ.)
My budget supports a major new National Nanotechnology Initiative, worth $500 million. Caltech is no stranger to the idea of nanotechnology  the ability to manipulate matter at the atomic and molecular level. Over 40 years ago, Caltech's own Richard Feynman asked, "What would happen if we could arrange the atoms one by one the way we want them?".

Версія Закону про наукові дослідження та розробки в галузі нанотехнологій, прийнята Палатою представників у травні 2003 року, передбачала вивчення технічної здійсненності молекулярного виробництва. Цю програму скасували, щоб гарантувати фінансування менш спірних досліджень, проте потім її ухвалив Сенат і 3 грудня 2003 підписав президент Джорджем Бушем.

## У художній літературі
В оповіданні По той бік бар'єру, опублікованому 1964 року, Деймон Найт використав ідею бар'єру, який має будуватись атом за атомом («часовий бар'єр»).

## Видання
- Feynman, Richard P. The Wonders That Await a Micro-Microscope // The Saturday Review. — 1960. — Число 2. — 4. — С. 45—47. Архівовано з джерела 21 листопада 2019. Процитовано 2018-07-08.
- Feynman, Richard P. How to Build an Automobile Smaller Than This Dot // Popular Science : magazine. — New York, New York : Popular Science Publishing Co., Inc., 1960. — 11. — P. 114—116, 230—232. Архівовано з джерела 6 травня 2022. Процитовано 2018-07-08.Стислий варіант промови.
- Feynman, Richard P. There's Plenty of Room at the Bottom // Miniaturization / Gilbert, Horace D. — Reinhold, 1961. — С. 282—296.
- Feynman, R.P. There's plenty of room at the bottom (data storage) // Journal of Microelectromechanical Systems : journal. — 1992. — Vol. 1, no. 1,  (3). — P. 60—66. — DOI:10.1109/84.128057.Передрук промови.
- Feynman, R. Infinitesimal machinery // Journal of Microelectromechanical Systems. — 1993. — Т. 2, № 1. — С. 4—14. — DOI:10.1109/84.232589. Архівовано з джерела 4 березня 2022. Процитовано 6 травня 2022.Продовження його першої промови.